# Zbigniew Sucharda
Zbigniew Sucharda (ur. 20 stycznia 1930, zm. 17 października 2016) – polski kierowca wyścigowy i rajdowy, pilot rajdowy, mechanik.

## Życiorys
Jest synem kierowcy wyścigowego, Józefa. Karierę rozpoczął w 1948 roku od startów jako pilot ojca samochodem SS Jaguar 100. Później startował tym pojazdem w organizowanych przez PZMot krótkich rajdach typu JKK. Następnie ścigał się motocyklami w klubach WKS Legia oraz KM WAT. W roku 1960 rozpoczął ściganie się samochodami rajdowymi: Renault Dauphine, Wartburg 312, BMW 700 czy Morris Mini Cooper; w 1962 roku zajął wraz z Władysławem Paszkowskim trzecie miejsce w Rajdzie Wiślańskim. Również na początku lat 60. zaczął ścigać się samochodami wyścigowymi. W 1963 roku zajął Rakiem oraz Krabem trzecie miejsce w WSMP w klasyfikacji formuły wolnej. Podczas testów na torze FSO w 1964 roku po zderzeniu z Władysławem Paszkowskim miał groźnie wyglądający wypadek, ale nie ucierpiał w jego wyniku. Jednakże postanowiono nie odbudowywać Kraba, przez co Sucharda nie dokończył sezonu.
Dwukrotnie zajął również czwarte miejsce w WSMP – w 1966 i 1972 roku. Uczestniczył również okazyjnie w wyścigach Pucharu Pokoju i Przyjaźni (m.in. zajmując trzecie miejsce w Hawierzowie w 1970 roku) oraz Wschodnioniemieckiej Formuły 3.
Po zakończeniu kariery kierowcy wyścigowego, wraz z Longinem Bielakiem i Jerzym Jankowskim założył zakład SJB, który przygotowywał silniki do startów. Korzystając z takich silników, Andrzej Wojciechowski w 1973 roku zdobył Polskim Fiatem 125p Puchar Pokoju i Przyjaźni. Następnie Sucharda wyemigrował do Stanów Zjednoczonych. W latach 90. wrócił do Polski, prowadząc w Warszawie wypożyczalnię samochodów. Ponadto założył w Międzylesiu muzeum motoryzacyjne.
Zmarł 17 października 2016 roku w wieku 86 lat.
Był żonaty z Joanną Wędrychowską-Suchardą, kierowcą rajdowym.

## Wyniki
| Legenda oznaczeń w tabelach wyników Wyświetl szablon na nowej stronie | Legenda oznaczeń w tabelach wyników Wyświetl szablon na nowej stronie                                                                     |
| Oznaczenie                                                            | Wyjaśnienie |
| --------------------------------------------------------------------- | --- |
| Złoty                                                                 | Zwycięzca lub mistrzostwo |
| Srebrny                                                               | 2. miejsce lub wicemistrzostwo |
| Brązowy                                                               | 3. miejsce lub II wicemistrzostwo |
| Zielony                                                               | Ukończył, punktował (w klasyfikacji generalnej, gdy zdobył co najmniej jeden punkt na przestrzeni sezonu, poza trzema powyższymi opcjami) |
| Niebieski                                                             | Ukończył, nie punktował (w klasyfikacji generalnej, gdy nie zdobył co najmniej jednego punktu na przestrzeni sezonu)                      |
| Czerwony                                                              | Nie zakwalifikował się (NZ) |
| Czerwony                                                              | Nie prekwalifikował się (NPK) |
| Różowy                                                                | Nie ukończył (NU) |
| Różowy                                                                | Niesklasyfikowany (NS) (w klasyfikacji generalnej, gdy nie został sklasyfikowany w żadnym wyścigu sezonu)                                 |
| Czarny                                                                | Zdyskwalifikowany (DK) |
| Czarny                                                                | Wykluczony (WYK/EX) |
| Biały                                                                 | Nie wystartował (NW) |
| Biały                                                                 | Kontuzjowany (K/INJ) |
| Biały                                                                 | Wyścig odwołany (OD/C) |
| Bez koloru                                                            | Został wycofany (WYC/WD) |
| Bez koloru                                                            | Nie przybył (NP/DNA) |
| Bez koloru                                                            | Nie brał udziału w treningach (NT/DNP) |
| Bez koloru                                                            | Nie został zgłoszony (–) |
| Pogrubienie                                                           | Start z pole position |
| Kursywa                                                               | Najszybsze okrążenie wyścigu |
| †                                                                     | Nie ukończył, ale jego rezultat został zaliczony ze względu na przejechanie więcej niż 90% dystansu wyścigu.                              |
| *                                                                     | Sezon w trakcie |
| 1/2/3                                                                 | Punktowana pozycja w sprincie kwalifikacyjnym                                                                                             |
| Lista systemów punktacji Formuły 1                                    | |

### RSMP
| Rok  | Zespół                   | Samochód     | Wyniki w poszczególnych eliminacjach | Wyniki w poszczególnych eliminacjach | Wyniki w poszczególnych eliminacjach | Wyniki w poszczególnych eliminacjach | Wyniki w poszczególnych eliminacjach | Wyniki w poszczególnych eliminacjach | Wyniki w poszczególnych eliminacjach | Pkt. | Msc. |
| ---- | ------------------------ | ------------ | ------------------------------------ | ------------------------------------ | ------------------------------------ | ------------------------------------ | ------------------------------------ | ------------------------------------ | ------------------------------------ | ---- | ---- |
| 1960 |                          |              |                                      |                                      |                                      |                                      |                                      |                                      |                                      | ?    | ?    |
| 1960 |                          | Jaguar       | –                                    | ?                                    | ?                                    | –                                    |                                      |                                      |                                      | ?    | ?    |
| 1960 | Renault Dauphine         | –            | –                                    | –                                    | 39                                   |                                      |                                      |                                      |                                      | ?    | ?    |
| 1962 |                          |              |                                      |                                      |                                      |                                      |                                      |                                      |                                      | ?    | ?    |
| 1962 | Automobilklub Warszawski | BMW 700      | ?                                    | –                                    | –                                    | –                                    | –                                    | –                                    | –                                    | ?    | ?    |
| 1962 | Automobilklub Warszawski | Wartburg 312 | –                                    | –                                    | 10                                   | –                                    | NU                                   | 3                                    | –                                    | ?    | ?    |
| 1963 |                          |              |                                      |                                      |                                      |                                      |                                      |                                      |                                      | ?    | ?    |
| 1963 |                          | Citroën      | –                                    | ?                                    | –                                    | –                                    |                                      |                                      |                                      | ?    | ?    |
| 1963 | Morris Mini Cooper       | –            | –                                    | ?                                    | –                                    |                                      |                                      |                                      |                                      | ?    | ?    |

### WSMP
W latach 1963–1964 uczestniczył w klasie formuły wolnej.
| Rok  | Zespół                   | Samochód      | Silnik   | Wyniki w poszczególnych eliminacjach | Wyniki w poszczególnych eliminacjach | Wyniki w poszczególnych eliminacjach | Wyniki w poszczególnych eliminacjach | Pkt. | Msc. |
| ---- | ------------------------ | ------------- | -------- | ------------------------------------ | ------------------------------------ | ------------------------------------ | ------------------------------------ | ---- | ---- |
| 1963 |                          |               |          |                                      |                                      |                                      |                                      | 53   | 3    |
| 1963 | Automobilklub Warszawski | Rak T2        | Triumph  | –                                    | 3                                    | –                                    | –                                    | 53   | 3    |
| 1963 | Automobilklub Warszawski | Krab 75       | HRD      | –                                    | –                                    | NU                                   | 1                                    | 53   | 3    |
| 1964 |                          |               |          |                                      |                                      |                                      |                                      | 0    | NS   |
| 1964 | Automobilklub Warszawski | Krab 75       | HRD      | NU                                   | –                                    | –                                    | –                                    | 0    | NS   |
| 1965 |                          |               |          |                                      |                                      |                                      |                                      | 3    | 10   |
| 1965 | Automobilklub Warszawski | Rak 64        | Wartburg | 9                                    | –                                    | 4                                    |                                      | 3    | 10   |
| 1966 |                          |               |          |                                      |                                      |                                      |                                      | 10   | 4    |
| 1966 | Automobilklub Warszawski | Rak 66        | Wartburg | 3                                    | –                                    | 3                                    | 5                                    | 10   | 4    |
| 1967 |                          |               |          |                                      |                                      |                                      |                                      | 6    | 5    |
| 1967 | Automobilklub Warszawski | Rak 66        | Wartburg | NU                                   | –                                    | 2                                    |                                      | 6    | 5    |
| 1972 |                          |               |          |                                      |                                      |                                      |                                      | 9    | 4    |
| 1972 | Automobilklub Warszawski | Promot-Rak 67 | Ford     | 1                                    | –                                    | –                                    |                                      | 9    | 4    |

### Wschodnioniemiecka Formuła 3
| Rok  | Zespół            | Samochód | Silnik   | Wyniki w poszczególnych eliminacjach | Wyniki w poszczególnych eliminacjach | Wyniki w poszczególnych eliminacjach | Wyniki w poszczególnych eliminacjach | Wyniki w poszczególnych eliminacjach | Wyniki w poszczególnych eliminacjach | Pkt. | Msc. |
| ---- | ----------------- | -------- | -------- | ------------------------------------ | ------------------------------------ | ------------------------------------ | ------------------------------------ | ------------------------------------ | ------------------------------------ | ---- | ---- |
| 1967 |                   |          |          |                                      |                                      |                                      |                                      |                                      |                                      | 0    | NS   |
| 1967 | Zbigniew Sucharda | Rak 66   | Wartburg | –                                    | –                                    | –                                    | –                                    | –                                    | 6                                    | 0    | NS   |